# Philodendron dardanianum
Philodendron dardanianum är en kallaväxtart som beskrevs av Simon Joseph Mayo. Philodendron dardanianum ingår i släktet Philodendron och familjen kallaväxter. Inga underarter finns listade.